# 暗記の神様
「暗記の神様」（あんきのかみさま）は、2020年に日本で株式会社ハナウタによって開発された暗記特化の学習アプリ。
2024年9月現在は英語、国語、歴史など18科目、10万問以上の問題が収録されている。中学から高校で学習するすべての内容を収録した勉強アプリ。単語帳作成やクイズ形式学習、聞き流しなど、多様な学習方法に対応。iOSおよびAndroidに対応している。
のべ、25万人以上が利用している。

## 機能

### 学習方法
暗記の神様では暗記、聞き流し、単語帳の3通りの学習方法がある。
暗記
- 問題は一問一答形式で出題される。問題は5問ずつに区切られ、各問題セットを暗記後、小テストで確認していく。
- 小テストで全問正解すると、次の問題セットに進むことができる。

聞き流し
- 18科目すべての科目を、問題、解答、解説という流れで音声で学習ができる。聞きながら効率的に暗記学習を進めることが可能。

単語帳
- オリジナルの単語帳を作成することができる。作成した単語帳は他のユーザーとシェアすることもできる。

### その他機能
定期テスト
- アプリ内の定期テストは全11科目あり、各50問、制限時間は1問10秒で構成されている。
- 14日毎に出題範囲は変わり、ユーザーは期間中に一回のみ受験することができる。
- 受験した全ユーザーの平均点や偏差値も確認することもできる。

相談
- 他のユーザーと勉強に関する悩みや私生活の相談など、掲示板でコミュニケーションをとることができる。
  - ミッション - 「チャレンジ」「デイリー」「ウィークリー」それぞれ初級、中級、上級に分かれてミッションが設けられている。ゲーム感覚でミッションをクリアしながら学習を進めていくことができる。

復習
- 忘却曲線の原理に基づき、最適なタイミングで今まで学習してきたものを復習することができる。

カレンダー
- 勉強に関する予定やプライベートの予定などスケジュール管理行える。

## 歴史
- 2020年に、現在の「暗記の神様」の基となるアプリ「anki」が開発された。
- 2022年12月頃のリニューアルを機に、アプリ名を「暗記の神様」へと変更。
- 2024年3月には、flutterへのリニューアルがありUIも一新され現在の形になった。

- 開発のきっかけは、株式会社ハナウタが科目ごとに「学習の王様シリーズ」のアプリを開発していたことにあり、すべての科目を1つのアプリで学習できるようにしたいという思いから、「暗記の神様」の開発に至った。

目標は共通テストで8割とれるようなアプリになること。